# Fang Zhaoling

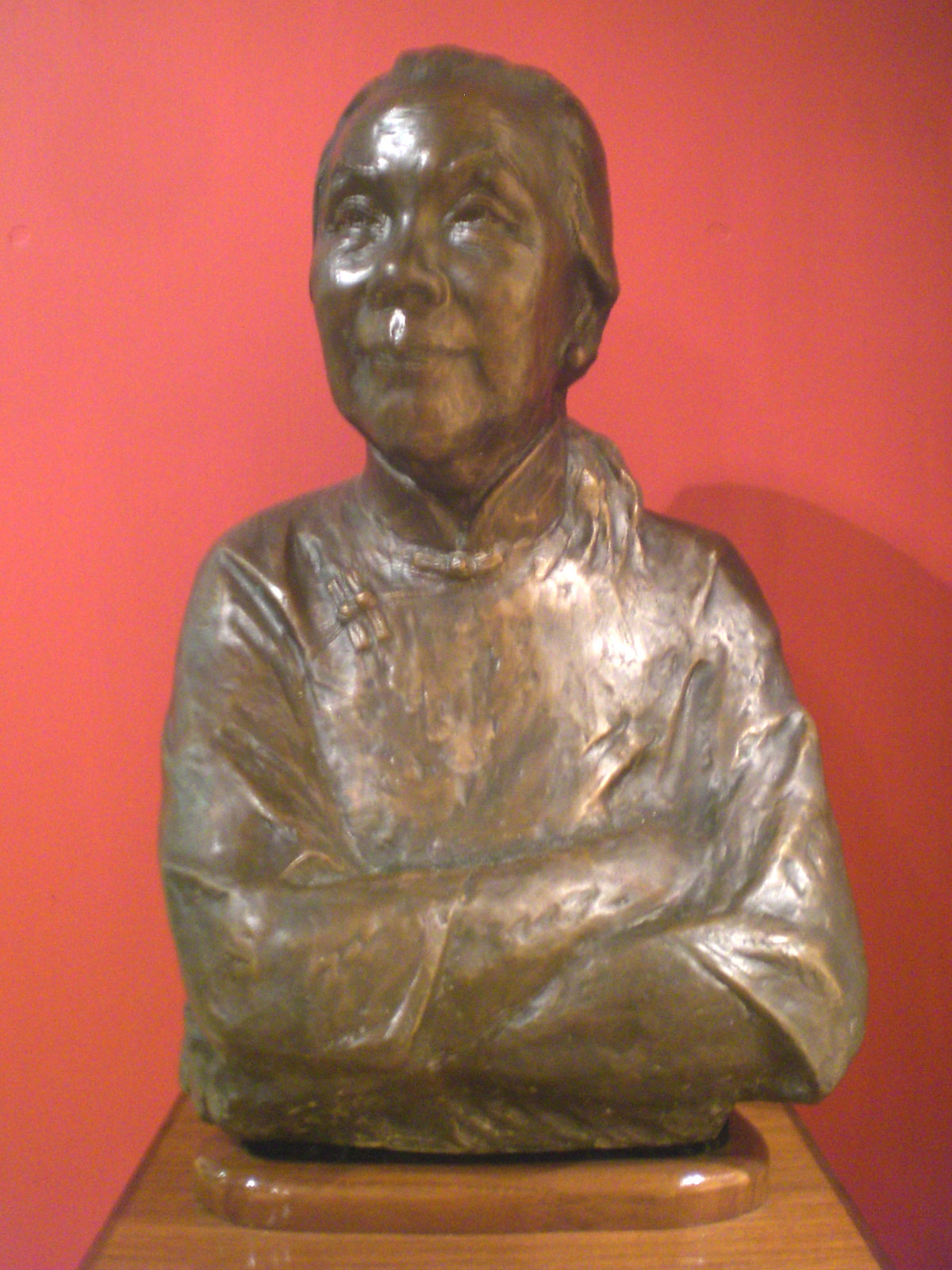
Fang Zhaoling, Büste

Fang Zhaoling (chinesisch 方召麐; * 17. Januar 1914 in Wuxi, Jiangsu; † 20. Februar 2006) war eine chinesische Malerin.

## Leben
Fang studierte bereits als Jugendliche bei bekannten chinesischen Malern. Ihre Karriere wurde zunächst durch die Geburt von acht Kindern, den Tod ihres Ehemannes und den chinesischen Bürgerkrieg unterbrochen. In den frühen 1950ern war sie Schülerin von Zhang Daqian, einem der renommiertesten chinesischen Malern des 20. Jahrhunderts.
Fang stellte ihre Arbeiten in aller Welt aus, insbesondere in den USA, Großbritannien, der Schweiz, Deutschland, Australien, China und Japan.
2005 stiftete ihre Tochter Anson Chan, ehemalige Ministerin für die Übertragung Hongkongs an China im Jahre 1997, 42 Gemälde dem Asian Art Museum in San Francisco.